# نامولوک
نامولوک (به معنی تالاب میانی) نام یک آب‌سنگ حلقوی در ایالت چوک، ایالات فدرال میکرونزی است.
نامولوک با تنها ۱۳ کیلومتر مربع مساحت و خشکی کمتر از ۱ کیلومتر مربع کوچک‌ترین آب‌سنگ حلقوی در سراسر میکرونزی است. این آب‌سنگ حلقوی در بخشی از جزایر مورتلوک علیا (با نام‌های دیگر جزایر خاوری یا جزایر شرقی) است و در ۱۸۵ کیلومتر جنوب خاوری تالاب چوک و ۵۰ کیلومتر شمال باختری آب‌سنگ حلقوی اتال قرار دارد.

## تاریخچه
تا پیش از استعمار اروپاییان، نامولوک در کنار اونیوپ و موچ، با لوکونوچ، ساتاوان، کوتو، و تا در جنگ بودند. در موارد محدودی نیز نامولوک در کنار ناما با لوساپ می‌جنگید. این جنگ‌ها باعث پیدایش حس هویت ملی بین اقوام ساکن جزیره‌های گوناگون شد.: 18 
نخستین تماس ثبت شده بین مردم این آب‌سنگ حلقوی و غربی‌ها در سال ۱۸۲۷ بود که "کاپیتان ریچارد میسی" با کشتی شکار نهنگ "هِنری" وارد آب‌سنگ حلقوی نامولوک شد. یک سال پس از آن، ناوبر روسی "فیودور لیتکه" نخستین تماس رسمی با مردم ساکن جزیره سِنویان را برقرار کرد. او نوشته که مردم محلی با کانوهای خود به کشتی نزدیک شده و درخواست ورود به کشتی را کردند. لیتکه و محلی‌ها با یکدیگر رابطه خوبی برقرار کردند و شکارچیان نهنگ و بازرگانان از آب‌های آن جزیره، بیشتر استفاده کردند.: 19–20 

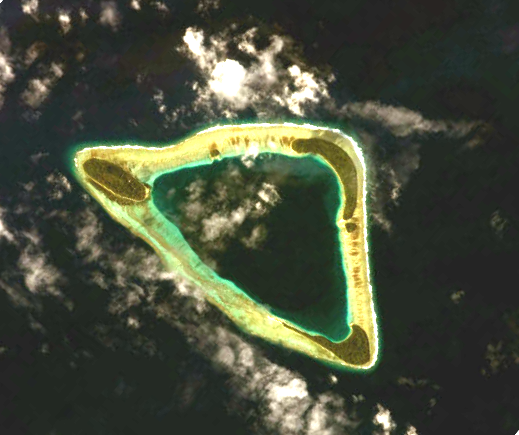
آب‌سنگ حلقوی نامولوک از دید ماهواره اداره کل ملی هوانوردی و فضا (ناسا)

## فرهنگ

### رژیم خوراکی
تا پیش از کالاهای وارداتی در سال‌های آغازین سده ۲۰ (میلادی)، مردم نامولوک، خوراک دریایی و میوه‌های مانند نارگیل، درخت نان، و تارو می‌خوردند. پس از آغاز سده بیستم گوشت خوک، گوشت مرغ، و سیب‌زمینی شیرین نیز وارد رژیم خوراکی آنان شد. در دوره امپراتوری ژاپن، برنج سفید و ماهی کنسرو شده و در دهه ۱۹۶۰ (میلادی) آمریکایی‌ها دیگر گوشت‌های کنسروی و قارچ دم بوقلمون را به آنان شناساندند.: 55–58 

## آبخوست‌ها
نامولوک در گوشه شمال باختری آب‌سنگ حلقوی، آبخوست اصلی آن با ۳۱ هکتار مساحت است و هم‌اکنون تنها بخشی است که مردمی در آن زندگی می‌کنند. این مردم در سه دهکده زندگی می‌کنند:
- ساپونوِل در شمال باختر
- لوکولاپ در مرکز
- پوکوس در جنوب خاور

### دیگر آبخوست‌ها
- لوکِن: ۱/۵ هکتار
- تُینُم: ۲۱ هکتار
- اوماپ: ۱/۵ هکتار
- آمِآس در گوشه جنوب خاوری، و ۲۸ هکتار مساحت. این آبخوست تا دهه ۱۹۳۰ و تا پیش از آنکه یک بیماری واگیردار مردم آن را از پا در آورد دارای ساکنانی بود. اما دیگر هیچ‌کس در آن ساکن نشد. بزرگترین جزیره، پر از درختان تارو است.[۶]